# Coupe du Maroc de football 2015
 (avril 2015).
Navigation
Coupe du Trône 2014 Coupe du Trône 2016
La Coupe du Trône 2015 est la 59e édition de la Coupe du Trône de football.
Le tenant du titre est le FUS de Rabat.
Le vainqueur de cette compétition sera qualifié pour le tour préliminaire de la Coupe de la confédération africaine 2016.

## Seizièmes de finale
- 1/16e de finale de la Coupe du Trône Aller : 21/22/23 août 2015
- 1/16e de finale de la Coupe du Trône Retour : 28/29/30 août 2015
Coupe du Trône : Saison  2014 - 2015
| Match | Équipe 1             | Résultat | Équipe 2             | Aller | Retour |
| ----- | -------------------- | -------- | -------------------- | ----- | ------ |
| 1     | MA Tétouan           | 4 - 5    | AS FAR               | 0 - 3 | 4 - 2  |
| 2     | Stade marocain       | 0 - 1    | Rachad Bernoussi     | 0 - 0 | 0 - 1  |
| 3     | CA Khénifra          | 1 - 0    | IZ Khémisset         | 1 - 0 | 0 - 0  |
| 4     | MC Oujda             | 1 - 2    | Union de Mohammédia  | 0 - 0 | 1 - 2  |
| 5     | Maghreb de Fès       | 4 - 1    | AS Salé              | 3 - 1 | 1 - 0  |
| 6     | RS Berkane           | 2 - 2    | Kénitra AC           | 2 - 1 | 0 - 1  |
| 7     | IR Tanger            | 5 - 1    | CODM Meknès          | 3 - 1 | 2 - 0  |
| 8     | Chabab Rif Hoceima   | 4 - 3    | WS Témara            | 2 - 2 | 2 - 1  |
| 9     | Club Riadi Salmi     | 0 - 4    | Youssoufia Berrechid | 0 - 1 | 0 - 3  |
| 10    | Olympique Dcheira    | 0 - 3    | OC Safi              | 0 - 2 | 0 - 1  |
| 11    | Mouloudia Dakhla     | 0 - 8    | Fath US              | 0 - 5 | 0 - 3  |
| 12    | Union Aït Melloul    | 1 - 1    | OC Khouribga         | 1 - 1 | 0 - 0  |
| 13    | KAC Marrakech        | 6 - 1    | JS Kasbat Tadla      | 4 - 0 | 2 - 1  |
| 14    | Racing de Casablanca | 1 - 5    | Wydad AC             | 0 - 1 | 1 - 4  |
| 15    | Raja CA              | 2 - 2    | JS El Massira        | 0 - 1 | 2 - 1  |
| 16    | DH El Jadida         | 4 - 3    | HUS Agadir           | 2 - 1 | 2 - 2  |

## Phases finales

### Huitièmes de finale
Les matchs aller ont eu lieu entre le 31 aout et le 2 septembre 2015. Les matchs retour ont eu lieu les 8 et 9 septembre 2015. 
| Match | Équipe 1         | Résultat | Équipe 2             | Aller | Retour |
| ----- | ---------------- | -------- | -------------------- | ----- | ------ |
| 17    | CA Khénifra      | 1 - 0    | Union de Mohammédia  | 0 - 0 | 1 - 0  |
| 18    | DH El Jadida     | 1 - 1    | Fath US              | 1 - 1 | 0 - 0  |
| 19    | Raja CA          | 2 - 1    | KAC Marrakech        | 1 - 0 | 1 - 1  |
| 20    | IR Tanger        | 2 - 1    | Youssoufia Berrechid | 1 - 0 | 1 - 1  |
| 21    | Rachad Bernoussi | 0 - 5    | OC Khouribga         | 0 - 3 | 0 - 2  |
| 22    | Maghreb de Fès   | 3 - 2    | OC Safi              | 1 - 2 | 2 - 0  |
| 23    | Kénitra AC       | 2 - 1    | Wydad AC             | 1 - 0 | 1 - 1  |
| 24    | AS FAR           | 0 - 1    | Chabab Rif Hoceima   | 0 - 0 | 0 - 1  |

### Quarts de finale
Les Matchs Aller ont lieu entre le 19/20 septembre 2015
Les Matchs Retour ont lieu entre le 22/23 septembre 2015
| Match | Équipe 1     | Résultat  | Équipe 2           | Aller | Retour |
| ----- | ------------ | --------- | ------------------ | ----- | ------ |
| 25    | CA Khénifra  | 5-3 1 - 1 | Chabab Rif Hoceima | 1 - 0 | 0 - 1  |
| 26    | Kénitra AC   | 1 - 1 7-8 | Fath US            | 0 - 1 | 1 - 0  |
| 27    | Raja CA      | 4-2 2 - 2 | Maghreb de Fès     | 1 - 1 | 1 - 1  |
| 28    | OC Khouribga | 3 - 2     | IR Tanger          | 1 - 1 | 2 - 1  |

### Demi-finales
Les Matchs Aller ont lieu entre le 13/14 octobre 2015
Les Matchs Retour ont lieu entre le 03/04 novembre 2015
| Match | Équipe 1              | Résultat | Équipe 2               | Aller | Retour |
| ----- | --------------------- | -------- | ---------------------- | ----- | ------ |
| 29    | Raja de casablanca    | 3 - 3    | FUS de Rabat           | 3 - 1 | 0 - 2  |
| 30    | Chabab Atlas Khénifra | 2 - 3    | Olympique de Khouribga | 1 - 0 | 1 - 3  |

### Finale
| Blanc et rouge |
| Entraîneur :   |
| Walid Regragui |

| vert et blanc   |
| Entraîneur :    |
| Ahmed Al Ajlani |

| Blanc et rouge |
| Entraîneur :   |
| Walid Regragui |

| vert et blanc   |
| Entraîneur :    |
| Ahmed Al Ajlani |

## Vainqueur
| Vainqueur Coupe du Trône 2015 Olympique de Khouribga 2e titre |